# Јован Вејновић
Јован Вејновић (Мокро Поље, Книн, 9. август 1943) је југословенски и хрватски дипломат и бивши амбасадор Републике Хрватске у Либији.

## Биографија
Дипломирао на Правном факултету Универзитета у Загребу 1970. године. После тога одлази у Савезни секретаријат за спољне послове на препоруку кадровске комисије Извршног Савјета Хрватске.
Говори енглески и француски језик.
Био је генерални секретар Српског народног вијећа и председник управног одбора Српског привредног друштва Привредник у Загребу. Члан је Већа српске националне мањине Града Загреба од лета 2011. године.

### Дипломатска каријера

#### Југославија
После 1972. године па све до 1989. године радио је у амбасадама Југославије у северној Африци. Тако је од 1972. године био секретар у амбасади у Алжиру, од 1978. године је саветник у амбасади у Мароку и од 1984. године је био министар саветник у амбасади у Египту. Током овог периода, у два наврата, радио је у Савезном секретаријату за спољне послове. Секретар у Управи за Африку и Блиски исток постао је 1976. године а заменик начелника Управе за Африку 1982. године.
Од 1989. до 1991. године био је подсекретар и саветник Савезног секретара за спољну политику Будимира Лончара.

#### Хрватска
Године 2001. био је секретар за привреду у Министарству спољних послова Републике Хрватске у време Рачанове Владе. Две године касније (2003) изабран је за саветника министра спољних послова Миомира Жужула у Влади Иве Санадера. Саветник министра је био до 2005. године.
Именован је за амбасадора Републике Хрватске у Либији 2005. године. У време његовог мандата председник Републике Хрватске Стјепан Месић био је у тродневној посети Либији у фебруару 2008. године.
Године 2009. повучен је са места амбасадора због злоупотребе дипломатског статуса. Вејновић је почетком 2009. године осумњичен да је искористио свој дипломатски статус и у две године прошверцовао у Либију алкохола у вредности од 18 хиљада долара, и то не само за потребе амбасаде, него за либијску подружницу једне хрватске компаније. Средином 2010. године због злоупотребе положаја и овлаштења условно је осуђен на седам месеци затвора уз рок кушње од две године.